# Couronne yougoslave
La couronne est une monnaie provisoire éphémère qui fut utilisée entre 1918 et 1920 dans certaines parties du royaume des Serbes, Croates et Slovènes nouvellement formé, lesquelles faisait auparavant partie de l'Empire austro-hongrois. 

## Histoire
Après la Première Guerre mondiale, l’Autriche-Hongrie s’est divisée en plusieurs États et sa partie sud-est fusionna avec le royaume de Serbie pour former le royaume des Serbes, Croates et Slovènes (RSCS), officiellement appelé royaume de Yougoslavie à partir de 1929. La couronne « yougoslave » remplaça la couronne austro-hongroise à 1 pour 1 le 12 novembre 1918. Elle circulait aux côtés du dinar serbe dans les actuelles Bosnie-Herzégovine, Croatie et Slovénie avec un taux de change de 1 dinar pour 4 couronnes. La date exacte à laquelle la couronne a cessé de circuler n'est pas claire, une source indiquant que la couronne était encore en circulation fin 1922. 
Il n'y eut aucune pièce de monnaie fabriquée.

## Billets de banque

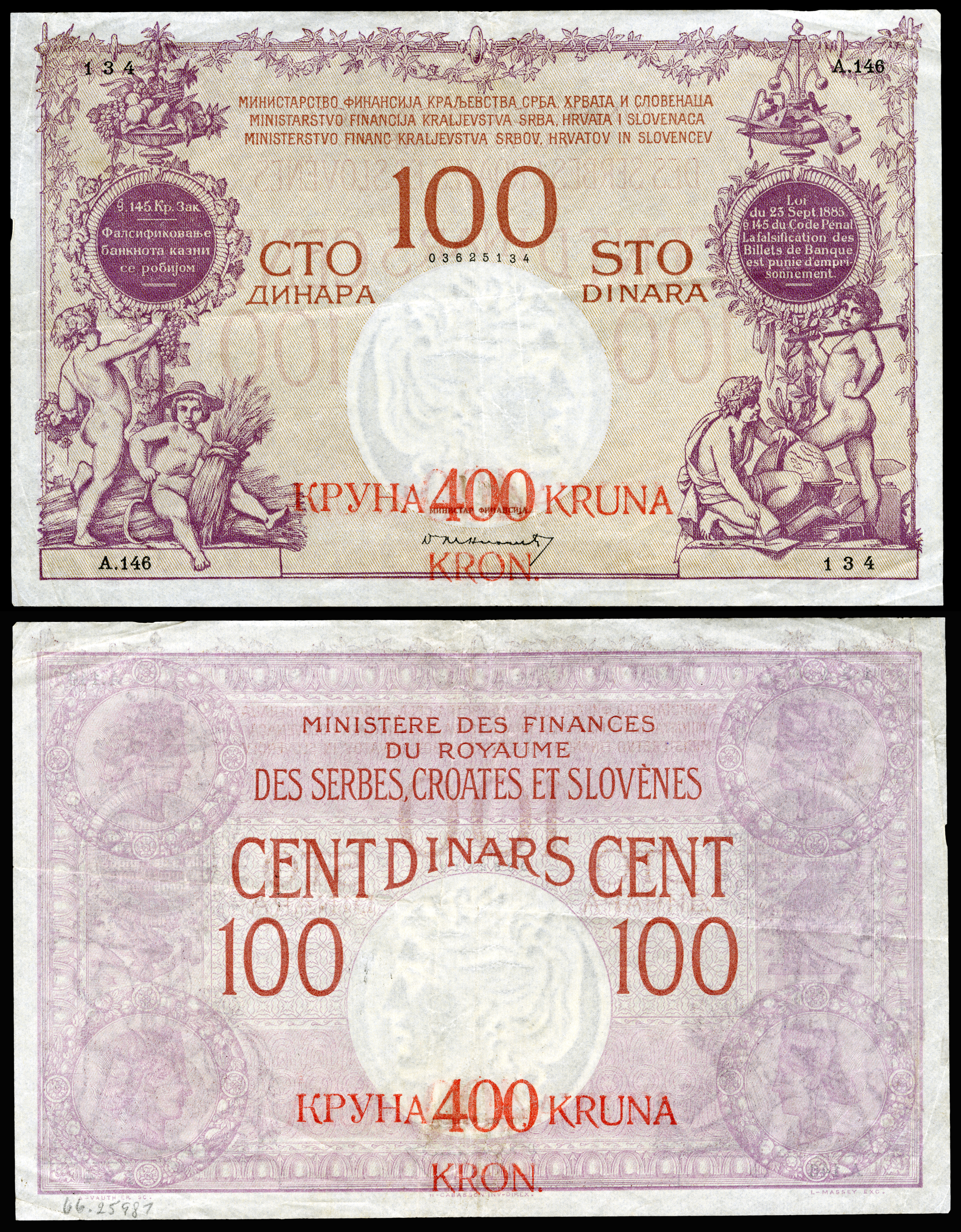
Royaume des Serbes, Croates et Slovènes, « 400 couronnes » surimprimé en 1919 sur un billet de 100 dinars fabriqué en France.

La première émission provisoire en papier monétaire de la couronne yougoslave de 1919 était très semblable aux séries de billets de banque de la couronne tchécoslovaque (1919) émis sur des billets de banque austro-hongrois de 1912 (avec une surimpression de validation ovale noire) de 10, 20, 50, 100 et 1 000 couronnes. La deuxième émission provisoire de 1919 contenait les mêmes dénominations de billets austro-hongrois de 1912, mais au lieu d'une surimpression ovale, des timbres adhésifs ont été utilisés pour la validation. Les timbres sur les billets de 10, 20 et 50 couronnes étaient bilingues (serbo-croate et slovène), tandis que les timbres sur les billets de 100 et 1 000 couronnes pouvaient être n'importe laquelle des trois langues[pas clair]. 
Une brève émission de dinars en 1919 (1/2, 1 et 5 dinars) a été remplacé par le ministère des Finances du RSCS par une émission provisoire de couronnes (billets « couronne sur dinar »), qui a été imprimée en dinars et surimprimée en couronnes au taux de 1 dinar pour 4 couronnes. Les dénominations émises furent de 2, 4, 20, 40, 80, 400 et 4 000 couronnes sur des 1, 5, 10, 20, 100 et 1 000 dinars. Seuls les 2 couronnes sur 1/2 dinar et 4 couronnes sur 1 dinar avaient des variantes sans surimpression. Il est encore ambigu quant à savoir si la version surimprimée a été émise avant ou après.